# رالف إم. هولمان
رالف إم. هولمان (بالإنجليزية: Ralph M. Holman) هو محامي وقاضي أمريكي، ولد في 7 يونيو 1914 في بورتلاند في الولايات المتحدة، وتوفي في 3 سبتمبر 2013 في سايلم في الولايات المتحدة.